# Список кардиналов, возведённых папой римским Александром VIII

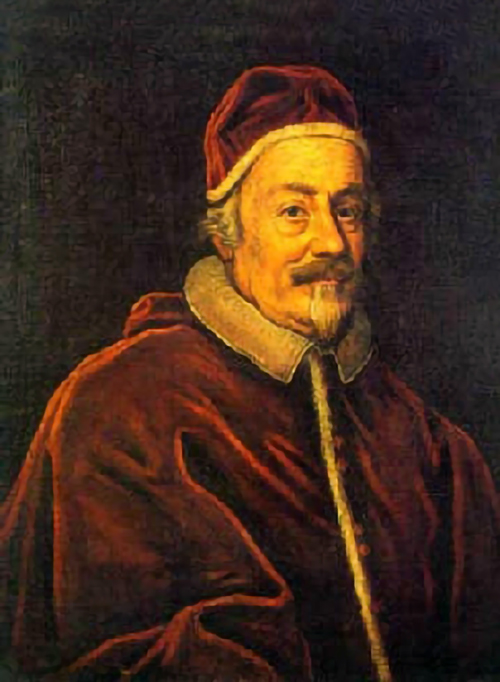
Папа Александр VIII

Кардиналы, возведённые Папой римским Александром VIII — 14 прелатов, клириков и мирян были возведены в сан кардинала на трёх Консисториях за полуторагодичный понтификат Александра VIII.
Самой большой консисторией, была Консистория от 13 февраля 1690 года, на которой было назначено одиннадцать кардиналов.

## Консистория от 7 ноября 1689 года
- Пьетро Оттобони, референдарий Трибуналов Апостольской Сигнатуры Справедливости и Милости (Папская область).

## Консистория от 13 февраля 1690 года
- Бандино Панчатики, титулярный патриарх Иерусалимский, датарий Его Святейшества (Папская область);
- Джакомо Кантельмо, титулярный архиепископ Кесарии, чрезвычайный нунций в Австрии (Папская область);
- Фердинандо д’Адда, титулярный архиепископ Амасеи (Папская область);
- Туссен де Форбен-Жансон, епископ Бове (Франция);
- Джамбаттиста Рубини, епископ Виченцы (Венецианская республика);
- Франческо дель Джудиче, клирик Апостольской Палаты (Папская область);
- Джамбаттиста Костагути, клирик Апостольской Палаты (Папская область);
- Карло Бики, аудитор Апостольской Палаты (Папская область);
- Джузеппе Ренато Империали, генеральный казначей Апостольской Палаты (Папская область);
- Луиджи Омодеи младший, клирик Апостольской Палаты (Папская область);
- Джанфранческо Альбани, секретарь апостольских бреве (Папская область).

## Консистория от 13 ноября 1690 года
- Франческо Барберини младший, аудитор Апостольской Палаты (Папская область);
- Лоренцо Альтьери, апостольский протонотарий (Папская область).